# マジカル・パワー・マコ
マジカル・パワー・マコ（本名：栗田 誠、1956年1月15日 - 2025年2月7日）は、日本の音楽家。通称、マコ。以下、本文でもマコと表記する。

## 経歴
静岡県田方郡修善寺町（現伊豆市）生まれ。中学生時代から曲を作り始め、14歳ですでにオープンリール・テープレコーダーを使って自作曲の録音を始める。1971年、中学卒業とともに上京。鉄工所等でアルバイトをしながら、実兄と紫雲英（げんげ）というバンドを組み、渋谷ジァン・ジァンを中心に音楽活動を始める。
1972年頃より注目を浴び始める。同年5月には16歳の若さでNHKのドキュメンタリーなどの音楽を担当し、天才音楽少年として脚光を浴びる。また、この頃灰野敬二と出会い、親交を深める。
1973年渋谷ジァン・ジァンのパフォーマンスを見た、作曲家広瀬量平に認められNHKに出演する。『ひるのプレゼント』に灰野敬二とともに出演するも、その演奏に視聴者から苦情が殺到した。同年、武満徹と知り合い、武満が音楽を担当した映画『化石の森』の録音に参加。さらには映画『卑弥呼』、『未来への遺産』の音楽を担当。このころより、自宅でテープコラージュなどの手法を使って録音を重ね、粗いながらきわめて実験的な、膨大な量の作品を作る。当時、自宅には300種にもおよぶ楽器があったという。
1974年、ポリドールより、デビューアルバム『マジカル・パワー』を発売。奇想天外で実験的な音楽性が一部で絶賛される。
1975年、アルバム『スーパーレコード』発売。以後、中原挌（ギター）、仁科啓一（ベース）、渡辺昭司（ドラムス）と組み、バンドという形態での活動にも力を入れる。
1976年、NHKドラマ『タウン』出演。第16回日本テレフィルム技術賞受賞（録音）作品。
1977年、このバンド編成でアルバム『JUMP』を発売。なお、中原らのメンバーは録音のみに参加。実際のバンド活動は「L5（エルファイブ）バンド」という名義で行われ、そのメンバーは、マコ、ジャン（キーボード）、キッド（ベース）、吉田クン（吉田和正）（ドラムス）であった。彼らはしばらく共に福生市の米軍ハウスを借り切って拠点とし、音楽活動を続けていた。主な演奏場所は、「チキンシャック」「UZU」であった。また、渋谷西武デパートB館（当時）の地下にあったレコードショップで『JUMP』の発売記念イベントを2日間に渡って行っている。マジカル・パワー・マコの生演奏を聴く事は当時から珍しかったので、当イベントを目撃した中には著名人も多々いると聞く。この年、イタリア国際放送賞受賞。また、NHK-FMのラジオドラマ主題歌を作曲している。
1980年頃には修善寺に戻る。その後、マコを訪ねて吉田和正が修善寺に移り住み、共に新しい音楽活動を開始する。主に、アナログシンセサイザーとパーカッションを駆使した音を創り続けたが、この頃の音は一部CDで聞くことが出来る。既に二人でアンビエント・テクノ、ハウステクノの基盤を制作していた。また、マコと吉田は伊豆を中心にライブハウスのプロデュースも行っている。
1981年、『Welcome To The Earth』を発売。
1982年、『Music from heaven』をレーベル「Marquee」より発売。新宿ロフトにてライブ（ゲスト：Katra Turana）。
1983年、「コンピュータグラフィックス&ミュージックライブショー」を企画。演奏とオペレーションを担当。
1985年、CBS・ソニーより『mAgicAl compUteR MusiC』を発売。楽曲作成に、MSXパソコンを使用。
1986年、NHK局長賞受賞。NHK-FMのラジオドラマ『アディオスケンタウルス』（斉藤由貴主演）を企画し、作曲をする。
1990年代に入ると、「宇宙人との交信のための音楽」を作り始める。
1993年、1973年から1975年の間に自主的に作成した膨大な量の作品が、宇川直宏により5枚のCDとして発売される。
1997年、『No government after Revolution』を「Marquee」より発売。愛知の幻庵にてオマルズとライブ。
2001年10月7日、渋谷CLUB QUATTROにて「ウダガワロック」と冠されたインディーズバンド集結のフェスティバルに大トリで出演した。尚このライブに、「オリジナルメンバーであるので」と言うマコの要望により、最初のバンドのドラマー吉田和正がパーカッションで20年振りに参加していた。
2007年12月12日、当月で閉店する恵比寿のクラブMILKに、元NORDの伊藤まく率いるInner Trance Orchestra（ITO）と共に出演した。ギターは元ボアダムスの田畑満、ベースはChoro Clubの沢田穰治。
2025年2月7日に死去。69歳没。

## ディスコグラフィ
- 1974 1st Album 『MAGICAL POWER』(Polydor)
- 1975 2nd Album 『SUPER RECORD』(Polydor)
- 1977 3rd Album 『JUMP』(Polydor)
- 1981 4th Album 『WELCOME TO THE EARTH』 (TOSHIBA EMI)
- 1982 5th Album 『Music from heaven』(Marquee)
- 1985 6th Album 『Magical Computer Music』(CBS SONY)
- 1993 7th Album 『HAPPY EARTH』(TTV)
- 8th Album 『Next Millennium Vibrations』(UAA)
- 9th Album - 13th Album 『HAPMONIYM #1-5』(MoM'n' DaD)
- 1994 14th Album 『TRANCE RESONANCE』(Marquee)
- 1995 15th Album 『LO POP DIAMONDS』(Marquee)
- 16th Album 『COSMO VISION』(八幡書店／KeroJetter Records)
- 17th Album 『Next Millenium Vibrations』(八幡書店／KeroJetter Records)
- 18th Album 『KeroJetter NO.1』(八幡書店／KeroJetter Records)
- 19th Album 『Human! Get out from the earth quickly』(八幡書店／KeroJetter Records)
- 20th Album 『BLUE DOT』(Marquee)
- 1996 『Tokyo Compilation』(Virgin Records)
- 21st Album 『No Government after Revolution』(Marquee)
- 1998 『EROtic ELOhim』(KeroJetter Records)
- 『Magic/Magical Power Mako』(Marquee)